# Stawik (Anielówka)
Stawik – nieoficjalny przysiółek wsi Anielówka, w Polsce, w województwie lubelskim, w powiecie lubartowskim, w gminie Michów.
Przysiółek należy do sołectwa Anielówka.
Miejscowość nie figuruje w systemie TERYT. Jej nazwę zapisano w PRNG na podstawie mapy. Statut dla tego obiektu geograficznego to niestandaryzowany przysiółek wsi Anielówka.
W latach 1975–1998 miejscowość administracyjnie należała do województwa lubelskiego.